# Distrito Federal do Brasil
Federální distrikt Brazílie (portugalsky Distrito Federal do Brasil) je federální distrikt ve kterém leží hlavní město Brazílie, město Brasília. Sestává z 31 administrativních regionů. Federální distrikt je nejmenší a zároveň nejhustěji osídlenou spolkovou jednotkou Brazílie. Leží ve Středozápadním regionu, v centrální brazilské vysočině, to hraničí se státem Goiás a stavem Minas Gerais.